# Abdoulaye Diaby
Abdoulaye Diaby (Bamako, 4 luglio 2000) è un calciatore maliano, difensore del San Gallo.

## Caratteristiche tecniche
È un difensore centrale.

## Carriera

### Club
Ha iniziato la carriera in patria con la maglia del Djoliba, con cui ha disputato anche 3 partite in Coppa della Confederazione CAF 2018. Nella stagione 2019-2020 ha realizzato una rete in 9 presenze nella seconda divisione belga con il Lokeren; nell'estate del 2021 si trasferisce all'Újpest, club della prima divisione ungherese, con cui esordisce anche nelle competizioni UEFA per club, prendendo parte a 4 partite nei turni preliminari di Conference League.

### Nazionale
Ha giocato nella nazionale maliana Under-17.
Con la nazionale Under-20 maliana ha preso parte alla Coppa delle Nazioni Africane Under-20 2019 (peraltro vinta) ed al campionato mondiale di calcio Under-20 2019.
Nel 2024 ha esordito in nazionale maggiore.

## Palmarès

### Nazionale
- Coppa delle nazioni africane Under-20: 1

2019